# Вильнсдорф
Вильнсдорф (нем. Wilnsdorf) — община в Германии, в земле Северный Рейн-Вестфалия.
Подчиняется административному округу Арнсберг. Входит в состав района Зиген-Виттгенштайн.  Население составляет 20 752 человека (на 31 декабря 2010 года). Занимает площадь 72,00 км².
| Год  | Население |
| ---- | --------- |
| 1995 | 21 430    |
| 2000 | 21 704    |
| 2005 | 21 430    |
| 2010 | 20 991    |

## Фотографии

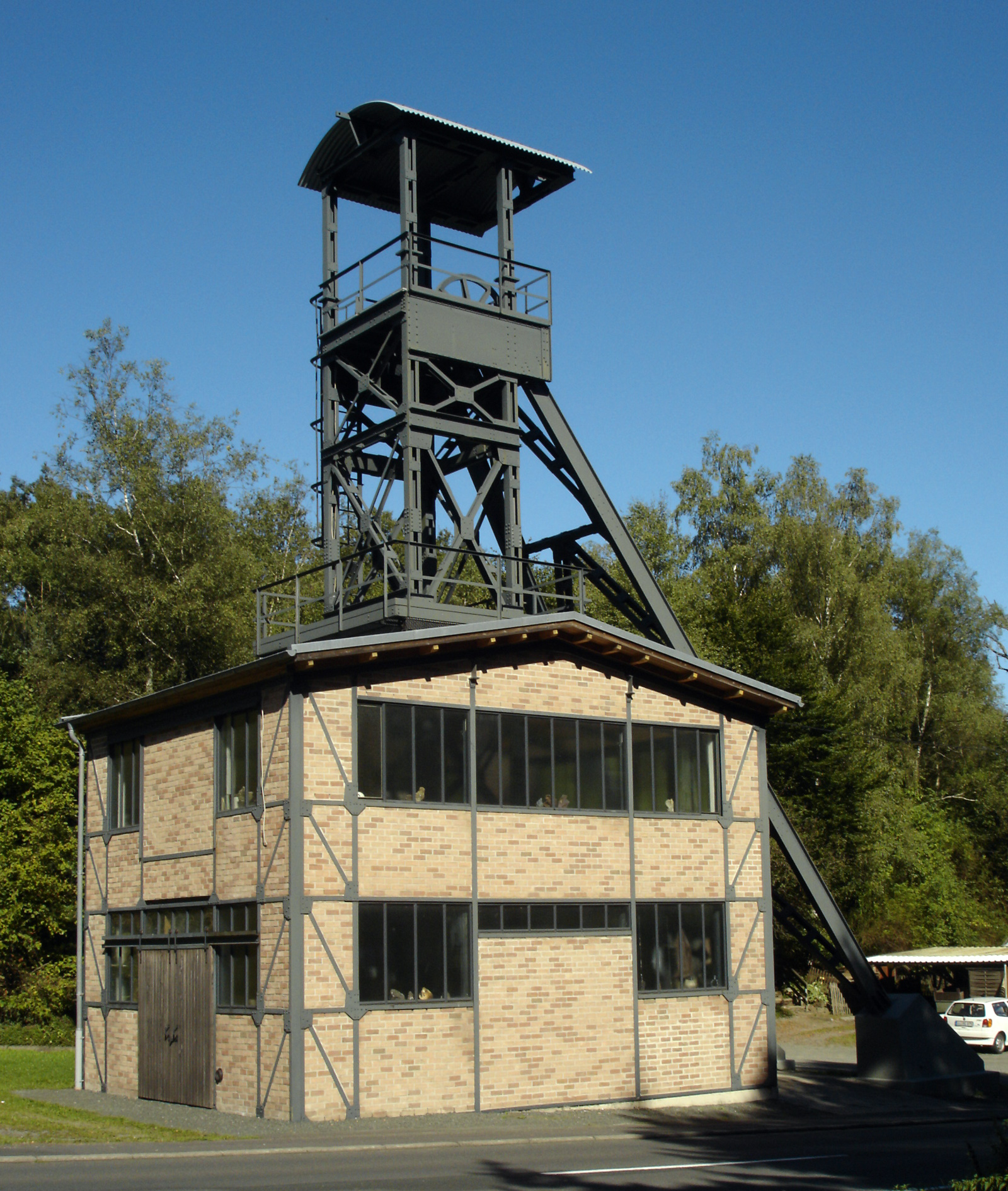
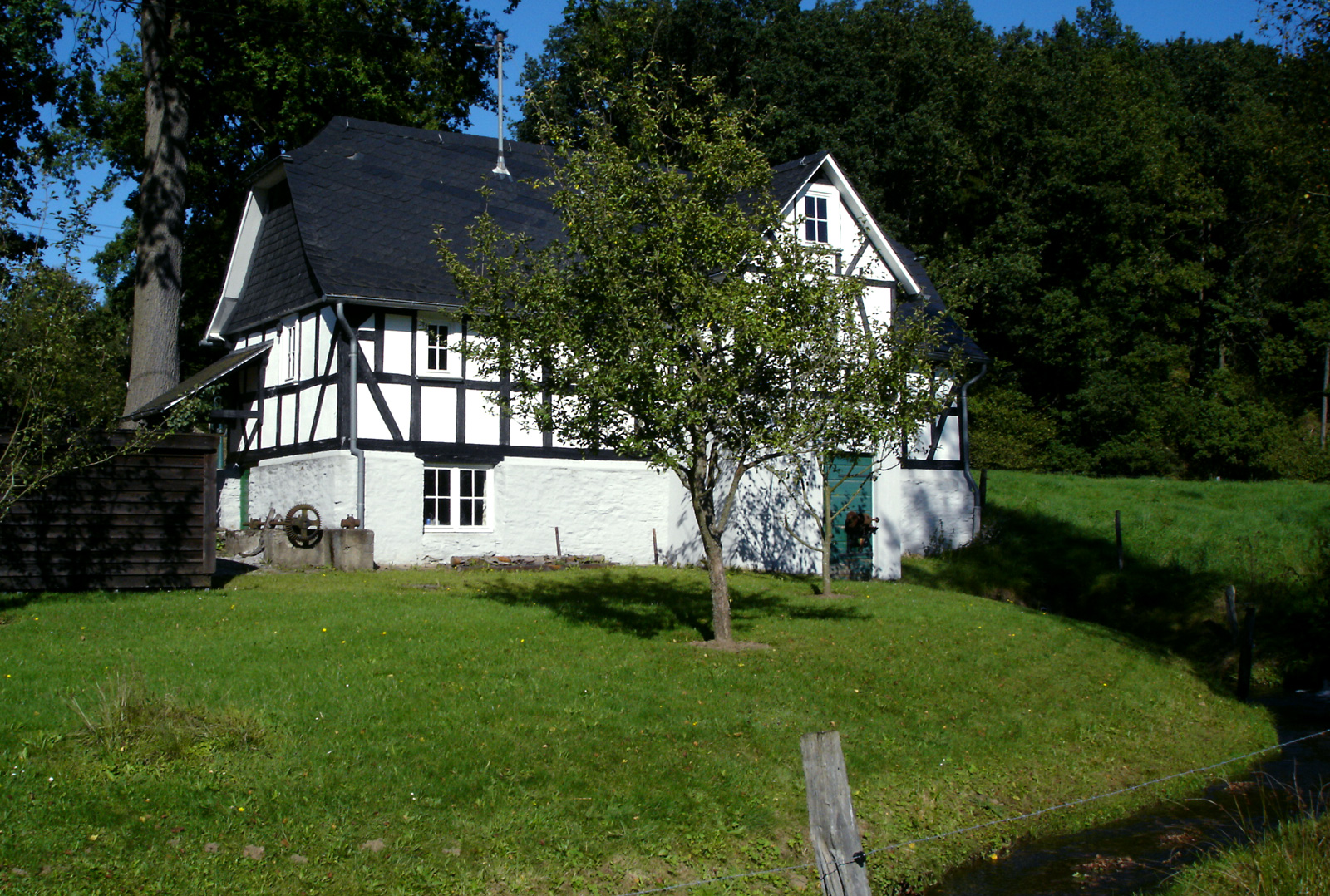
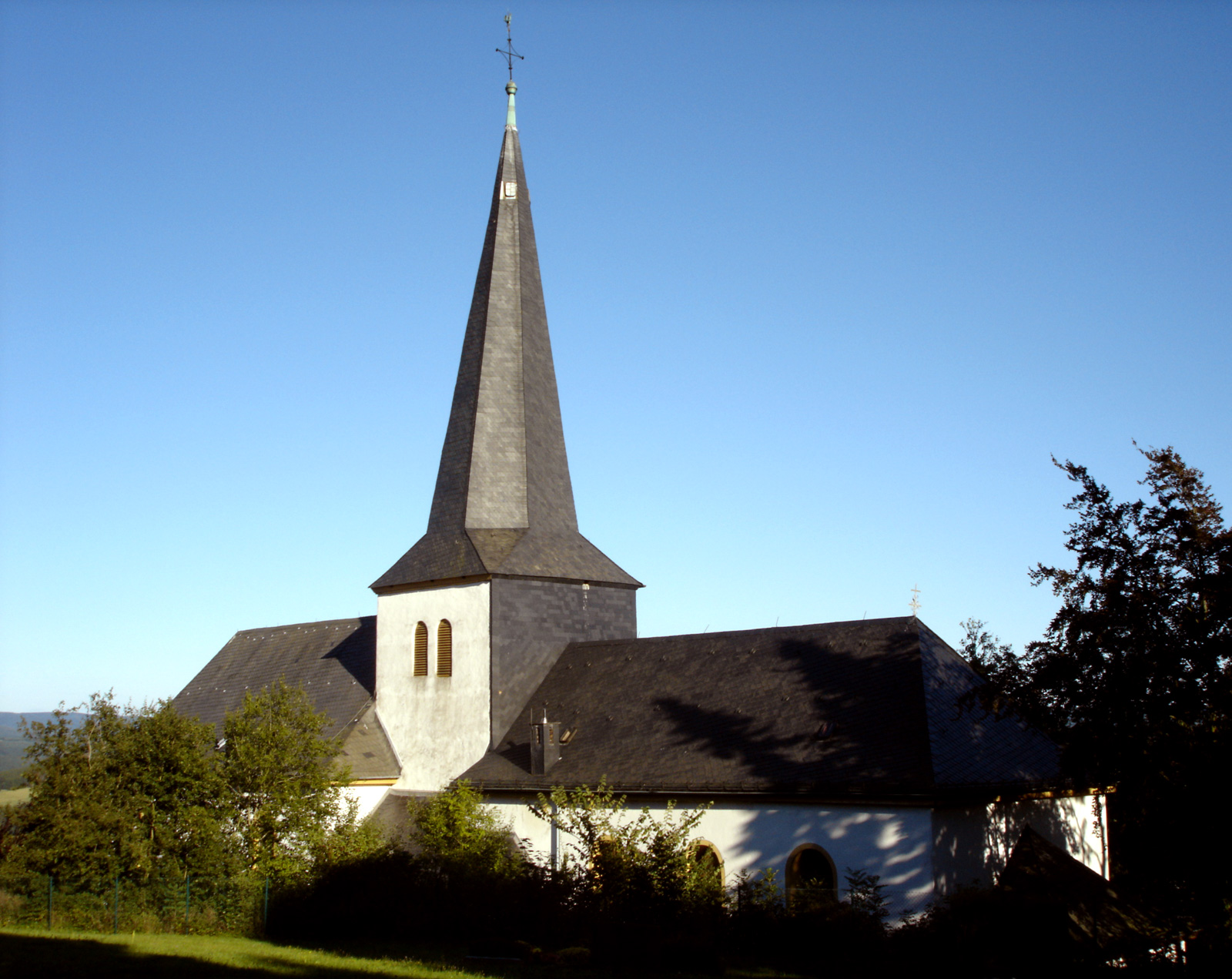
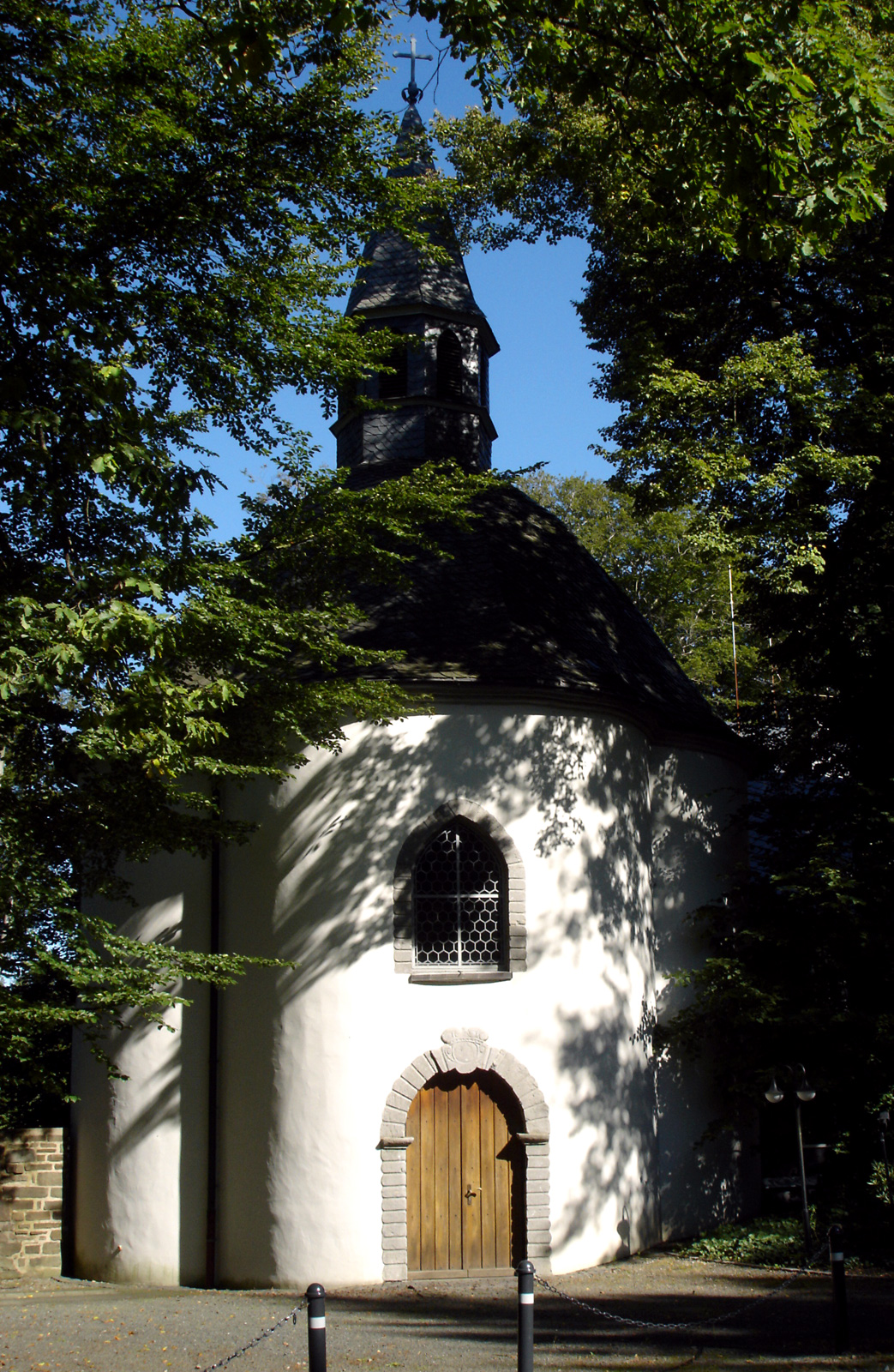